# RGB
Barevný model RGB neboli červená-zelená-modrá je aditivní způsob míchání barev používaný v barevných monitorech a projektorech (jde o míchání vyzařovaného světla), tudíž nepotřebuje vnější světlo (monitor zobrazuje i v naprosté tmě) na rozdíl např. od CMYK modelu.
Podle mezinárodní normy to je červená o vlnové délce 700 nm, zelená o vlnové délce 546,1 nm a modrá o vlnové délce 435,8 nm.

## RGB barevný model

Barevný model RGB

Zastoupení a míchání aditivních barev. Promítání základních barev světla na obrazovku ukazuje aditivní barvy kdy se dvě překrývají; kombinace všech tří – červené, zelené a modré v odpovídající intenzitě vytváří bílou. RGB barevný model je aditivní barevný model, ve kterém je smícháno společně červené, zelené a modré světlo různými cestami k reprodukci obsáhlého pole barev. Název modelu pochází z počátečních písmen tří aditivních primárních barev – červené, zelené a modré. Název RGBA je použit k označení červené, zelené, modré a Alpha kanálu. Toto není rozdílový barevný model, ale reprezentativní. Alpha kanál je použit pro průhlednost. RGB model sám o sobě nedefinuje co je míněno červenou, modrou a zelenou kolorometricky, a tak výsledek smíchání složek není přesný, ale relativní. Když bude přesně definována chromatičnost barevných složek, potom se barevný model stává absolutním barevným prostorem, takovým jako sRGB nebo Adobe RGB, viz RGB barevný prostor. Tento článek diskutuje o společném systému všech rozdílových barevných prostorů, které používají RGB barevný model užitý v nějaké metodě nebo nějaké historické, v barevné podobě produkované, elektronické technologii.
Každá barva je udána mohutností tří základních barev – komponent (červené – red, zelené – green a modré – blue, odtud RGB). Základní barvy mají vlnové délky 630, 530 a 450 nm. Mohutnost se udává buď v procentech (dekadický způsob) nebo podle použité barevné hloubky jako určitý počet bitů vyhrazených pro barevnou komponentu (pro 8 bitů na komponentu je rozsah hodnot 0 – 255, pro 16 bitů na komponentu je rozsah hodnot 0 – 65535), přičemž čím větší je mohutnost, tím s vyšší intenzitou se barva komponenty zobrazuje.

Jednotková krychle. Stejné úseky na osách neodpovídají stejným jasům.

Model RGB je možné zobrazit jako krychli, ve které každá z kolmých hran udává škálu mohutností barevných složek. Potom libovolný bod se souřadnicemi (r,g,b) v této krychli udává hodnotu výsledné barvy.
Čím větší je součet mohutností, tím světlejší je výsledná barva. Základní směsi jsou:
| R   | G   | B   | barva     | barva     | poznámka |
| --- | --- | --- | --------- | --------- | -------- |
| 0   | 0   | 0   | černá     | černá     | viz CMYK |
| 255 | 0   | 0   | červená   | červená   |          |
| 0   | 255 | 0   | zelená    | zelená    |          |
| 0   | 0   | 255 | modrá     | modrá     |          |
| 255 | 255 | 0   | žlutá     | žlutá     | viz CMYK |
| 255 | 0   | 255 | purpurová | purpurová | viz CMYK |
| 0   | 255 | 255 | azurová   | azurová   | viz CMYK |
| 255 | 255 | 255 | bílá      | bílá      |          |

Obrácený systém je subtraktivní systém CMYK, kdy pro každou jeho barvu (kromě černé) je použita směs dvou základních barev RGB s maximální mohutností.

## Aditivní barvy

Aditivní míchání barev

Výběr ze základních barev souvisí s fyziologií lidského oka; dobré primární částice jsou podněty, které zvětšují rozdíl mezi reakcemi kuželových buněk lidské sítnice na světlo o různých vlnových délkách, a tím tvoří rozsáhlý barevný trojúhelník.
Běžné tři druhy světlo-citlivosti fotoreceptoru (citlivá nervová zakončení reagující na světlo) na lidské oko (kuželová buňka) odpovídá často žluté (dlouhým vlnám nebo L), zelené (středně nebo M) a fialové (krátké nebo S) světlo (a to vrchol vlnové délky blížící se 570 nm, 540 nm a 440 nm). Rozdíly tří druhů přijímaných signálů dovolují mozku rozlišit široké škály různých barev, ačkoli bývají většinou velmi citlivé na žlutozelené světlo a na rozdíly mezi hodnotou posunu v zelenooranžovém poli. Jako příklad, lze předpokládat že světlo v rozsahu oranžové barvy o vlnové délce (577 nm do 597 nm) vstupuje do oka a dopadá na sítnici. Světlo těchto vlnových délek může aktivovat čípky sítnice, které jsou citlivé na střední a dlouhé vlnové délky, ale ne rovnoměrně – buňky reagující na dlouhé vlny odpovídají více. Rozdíly v odpovědích mohou být detekovány mozkem a spojeny s tím, že světlo je „oranžové“. V tomto smyslu oranžový vjem objektu je jednoduchý výsledek vstupu světla objektu do našich očí který stimuluje důležité druhy čípků současně, ale v různých stupních.
Použití tří primárních barev není dostatečné k tomu, aby reprodukovalo všechny barvy, pouze barvy uvnitř trojúhelníku definovaného souřadnicemi primárních částic mohou být reprodukovány aditivním mícháním nezáporného množství tohoto barevného světla.

## RGB a displeje

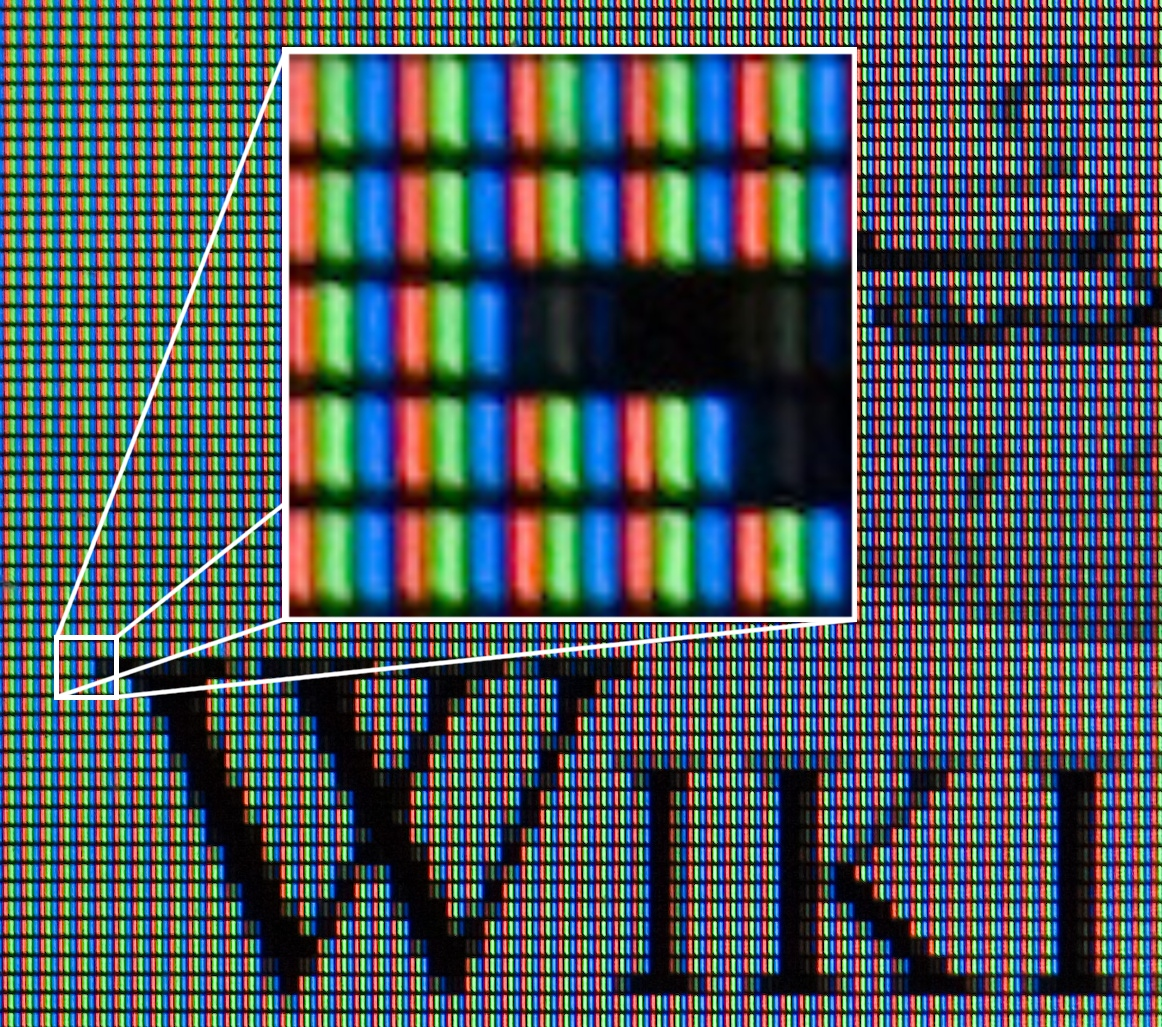
Barevné složky RGB pixelů na LCD obrazovce

Jedno z běžných použití tohoto RGB barevného modelu je ukázáno na dělu barevného elektronového paprsku, LCD displeje nebo plazmového displeje jako např.: televizor nebo monitor počítače. Každý pixel na obrazovce může být reprezentován v počítači nebo v jeho součástech (jako např. grafická karta) jako hodnoty pro červenou, zelenou a modrou. Tyto hodnoty jsou převedeny do intenzity nebo elektrického napětí přes gama korekci tak, že zamyšlená intenzita je reprodukována na displej. Použitím vhodných kombinací intenzit červené, zelené a modré, může byt reprezentováno mnoho barev. V roce 2007 využívají běžné zobrazovací displeje 24 bitů na 1 pixel. Toto je obvyklé rozvržení při 8bitech, každý pro červenou, zelenou a modrou, mající rozsah 256 možných hodnot nebo intenzity pro každou barvu. S tímto systémem, 16 777 216 barev (2563 neboli 224) mohou být jednotlivé kombinace – odstínu, nasycení a jasu specifikovány.

### Video elektronika
Typ RGB je používán ve video elektronice jako součást obrazového signálu. Skládá se ze tří signálů – červené, zelené a modré – nesených ve třech oddělených kabelech zakončených kolíky (piny). Někdy jsou zapotřebí speciální kabely k vedení synchronizačních signálů. Často jsou formáty RGB signálů založené na upravených verzích RS-170 a RS-343 standardních pro jednobarevné video. Tento typ obrazového signálu je v Evropě široce používán, protože kvalita tohoto signálu je nejlepší a může být přenášena standardními SCART kabely a konektory. Mimo Evropu není RGB jako formát pro videosignál příliš populární. Tak či onak, téměř všechny počítačové monitory po celém světě využívají RGB.

### Nelinearita
Kvůli gama korekci je intenzita barevného výstupu na displej počítače nepřímo úměrná k hodnotám R, G a B v obrazových souborech. A to když se jedná o hodnotu 0.5, která se blíží polovině mezi 0.0 a 1.0 (maximální intenzita). Při zobrazování je světelná intenzita displeje (0.5, 0.5, 0.5) běžně při standardní gamě (22 CRT/LCD) jen asi o 22 %, kdežto displeje (1.0, 1.0, 1.0) o 50 %.

### Profesionální kalibrace (cejchování) barev
Řádná reprodukce barev v profesionálním prostředí vyžaduje rozsáhlé barevné kalibrování veškerého zařízení spojeného s technologickým procesem. Toto vyplývá z několika transparentních konverzí (přeměn) závislých na barevném prostředí během typického procesu k tomu, aby bylo možné zajistit barevnou konzistenci (hustotu) během procesu. Profesionální zařízení a softwarové nástroje počítají s 48 bpp (bits per pixel – počty bitů na obrazový bod) k znázornění pro manipulaci (16 bitů na kanál), aby zvýšily hustotu stupnice.

### Číselná zobrazení
Barevný RGB model mapovaný do krychle. Hodnoty se zvětšují podél osy x (červená), osy y (zelená), a osy z (modrá). Barva v RGB modelu může být popisována zastoupením každé barvy – červené, zelené a modré. Každá může kolísat na minimum (zcela tmavá barva) a na maximum (plná intenzita). Pokud jsou všechny barvy na minimu, odpovídá výsledek černé, pokud jsou všechny barvy na maximu, odpovídá výsledek bílé. Tyto barvy mohou byt kvantifikovány několika různými způsoby:
- často jsou barvy rozmístěny v rozsahu 0 (minimum) přes 1 (maximum).

Mnoho rovnic využívá těchto hodnot. Např. plná intenzita červené využívá této konvence: 1, 0, 0 (R, G, B).
- hodnoty barev mohou byt zapsány procenty od 0% (minimum) do 100% (maximum).

Maximální intenzita červené používá tohoto procentuálního zápisu: 100%, 0%, 0%.
- hodnoty barev mohou byt zapsány číselně v rozsahu od 0 do 255.

Toto je obvykle zajištěno v počítači kde programy naleznou každou barevnou hodnotu v jednom bytu (8 bitů – 2^8 pozic).
Maximální intenzita červené používá tohoto schématu: 255, 0, 0.
- tento rozsah od 0 do 255 je někdy napsán v šestnáctkové soustavě – plná intenzita červené je pokud:

FF, 00, 00, toto může být převedeno jako #FF0000 (užívané v HTML).

### 24bitováreprezentace
Barevná hloubka: 8/16/24/32
| - (0, 0, 0) je černá - (255, 255, 255) je bílá - (255, 0, 0) je červená - (0, 255, 0) je zelená - (0, 0, 255) je modrá - (255, 255, 0) je žlutá - (0, 255, 255) je azurová - (255, 0, 255) je purpurová | žlutá (255,255,0) | zelená (0,255,0)  | azurová (0,255,255)   |
| - (0, 0, 0) je černá - (255, 255, 255) je bílá - (255, 0, 0) je červená - (0, 255, 0) je zelená - (0, 0, 255) je modrá - (255, 255, 0) je žlutá - (0, 255, 255) je azurová - (255, 0, 255) je purpurová | Červená (255,0,0) |                   | Modrá (0,0,255)       |
| - (0, 0, 0) je černá - (255, 255, 255) je bílá - (255, 0, 0) je červená - (0, 255, 0) je zelená - (0, 0, 255) je modrá - (255, 255, 0) je žlutá - (0, 255, 255) je azurová - (255, 0, 255) je purpurová |                   | červená (255,0,0) | purpurová (255,0,255) |

RGB hodnoty kódované ve 24bitové hloubce jsou specifikovány třemi 8bitovými celými čísly (0 až 255), která reprezentují intenzitu červené, zelené a modré barvy (obvykle v tomto pořadí). Například na následujícím obrázku jsou znázorněny tři „plně nasycené“ podoby krychle, rozvinuté do plochy.
Předchozí definice využívá konvenci známou jako plnohodnotné RGB. Barvené hodnoty jsou také často v rozsahu 0 až 1, které mohou být mapovány v dalším digitálním kódování. Plnohodnotné RGB využívající 8bitové hloubky může zobrazit 256 odstínů šedi, červené, modré a zelené barvy a také jejich vzájemné kombinace.
U jiných barev je odstínů méně. 256stupňová hloubka neprezentuje rovnoměrné rozložení intenzity a to díky gama-korekci. Typicky, RGB digitální video není plnohodnotné RGB, využívá konvencí úprav a dorovnávání tak, že (16,16,16) je černá, (235,235,235) je bílá, atd. Například tyto změny jsou užívány v definici digitálního RGB CCIR 601.

### Paměťový prostor
Velikost paměti zabrané nekomprimovaným obrázkem je specifikována počtem bodů v obrázku a také barevnou hloubkou. Ve 24bitovém obrázku každý pixel představuje 24 bitů v paměti. K výpočtu velikosti paměti zabrané obrázkem je třeba převod na bajty, to se provede tak, že číslo uvedené v bitech vydělíme 8.
Příklad.
Obrázek: rozlišení 640x480, barevná hloubka 24 bitů
Velikost obrázku v bajtech je: 640 × 480 × 24/8 = 921 600 bajtů

### 4bitovýmód
4bitový mód, byl využíván u prvních barevných grafických karet, umožňuje zobrazit pouze 16 barev. Číslo uložené v tomto módu neurčuje přímo barvu, ale představuje index do palety (tabulky) barev, kde je definována RGB trojice definující barvu.

### 8bitovýmód
8bitový mód, byl prvním vylepšením barevného zobrazení grafických karet, umožňuje zobrazit 256 barev. Číslo uložené v tomto módu neurčuje přímo barvu, ale představuje index do palety (tabulky) barev, kde je definována RGB trojice definující barvu.

### 16bitovýmód
16bitový mód, občas nazývaný HighColor, ve kterém je buď 5 bitů na jednu barvu, pak se tomuto módu také říká mód 555, nebo jeden extra bit pro zelenou barvu (protože zelená barva nejvíce ovlivňuje jasovou složku, na kterou je citlivé lidské oko), pak se tento mód nazývá mód 565. Obecně potřebujeme pro červenou a zelenou složku o jeden bit více než pro modrou.

### 32bitovýmód
Takzvaný 32bitový mód je téměř stejný jako 24bitový mód, má však ještě 8 speciálních bitů navíc, které nejsou až tak často používány. Důvodem existence tohoto módu je, že na moderním hardwaru jsou data seřazená dle adresy rychleji dělitelná dvěma, než data neseřazená.
Některé grafické adaptéry nevyužitých 8 bitů využijí jako sadu vrstev.
Vstupující vrstva (0 až 255) je navržena jako průhledná. Pokud má tato vrstva hodnotu TrueColor, je výsledný obrázek zobrazen. Jinak je hodnota vrstvy prohlédnuta a použita.

### 48bitovýmód (někdy také nazýván 16bitovýmód)
„16bitový mód“ může rovněž odkazovat na komponent 16 bitů, mající za následek 48 bpp. Tento mód umožňuje znázorňovat 65536 tónů každé barevné komponenty (místo 256). Toto je především využíváno v profesionálním znázornění a obrazových úpravách, jako Adobe Photoshop – pro udržení větší přesnosti, kdy sekvence z více než jednoho filtru navrženého podle obrazových parametrů – algoritmy – je aplikována na obraz. Pouze s 8 bity na komponentu inklinují k zaokrouhlení chyby a přiklání se k nahrazení každého filtrujícího algoritmu,
který je použitý a deformuje jeho konečný výsledek.

### RGBA
S potřebou pro zobrazování složených kompozic se přijaly varianty RGB, které zahrnují jakýsi extra 8bitový kanál pro průhlednost, toto má za následek formát 32 bpp. Kanál průhlednosti je obvykle znám jako alfa kanál, proto je nazýván RGBA. RGBA není zřetelný barevný model, je to jen formát souboru, který integruje v jednom souboru informaci o průhlednosti spolu s informací o barvách. Povoluje alfa směšování, prolínání obrazu – vrstvení (ve formátu PNG). RGBA není jedinou metodou průhlednosti v grafice, podívejte se na průhlednost („transparenci“) grafiky pro alternativy. Digitální fotoaparáty, které využívají CMOS nebo CCD obrazový snímač, operují často s RGB systémem. Snímač může mít červeno-zeleno-modrou mřížku uspořádanou detektory tak, že první řada je RGRGRGRG a následující je GBGBGBGB a tak dále. V Bayerově filtru je zelená detekována více než červená a modrá proto, aby bylo dosaženo vyššího jasu než barevného rozlišení.

## Barvy a webdesign
Barvy používané pro webdesign se obvykle specifikují v RGB. Zpočátku omezená barevná hloubka většího video hardwaru vedla k omezení barevné palety na 216 RGB, definováno jako Netscape Color Cube. Nicméně při převaze 24bitových displejů je využito plných 16,7 miliónů barev. Bezpečná barevná paleta pro web se tedy skládá z 216 kombinací červené, zelené a modré, kde každá barva má jednu ze šesti hodnot v šestnáctkové soustavě: #00, #33, #66, #99, #CC nebo #FF. (6³ = 216). Tyto hexadecimální hodnoty = 0, 51, 102, 153, 204, 255 jako desetinné a v rámci intenzity = 0%, 20%, 40%, 60%, 80%, 100%. RGB barevný model pro HTML byl formálně přijat jako internetový standard v HTML 3.2.

## Historie RGB barevného modelu
RGB barevný model je založen na teorii Younga a Helmholtze (Young–Helmholtz theory), trojbarevného vidění, a na Maxwellově barevném trojúhelníku. Použití RGB barevného modelu, jako standardu pro prezentaci barev na internetu, má své kořeny v letech 1953 RCA barevné TV normy a v použití Edwin Loandova RGB standardu v Land/Polaroidu.